# Balletje-balletje

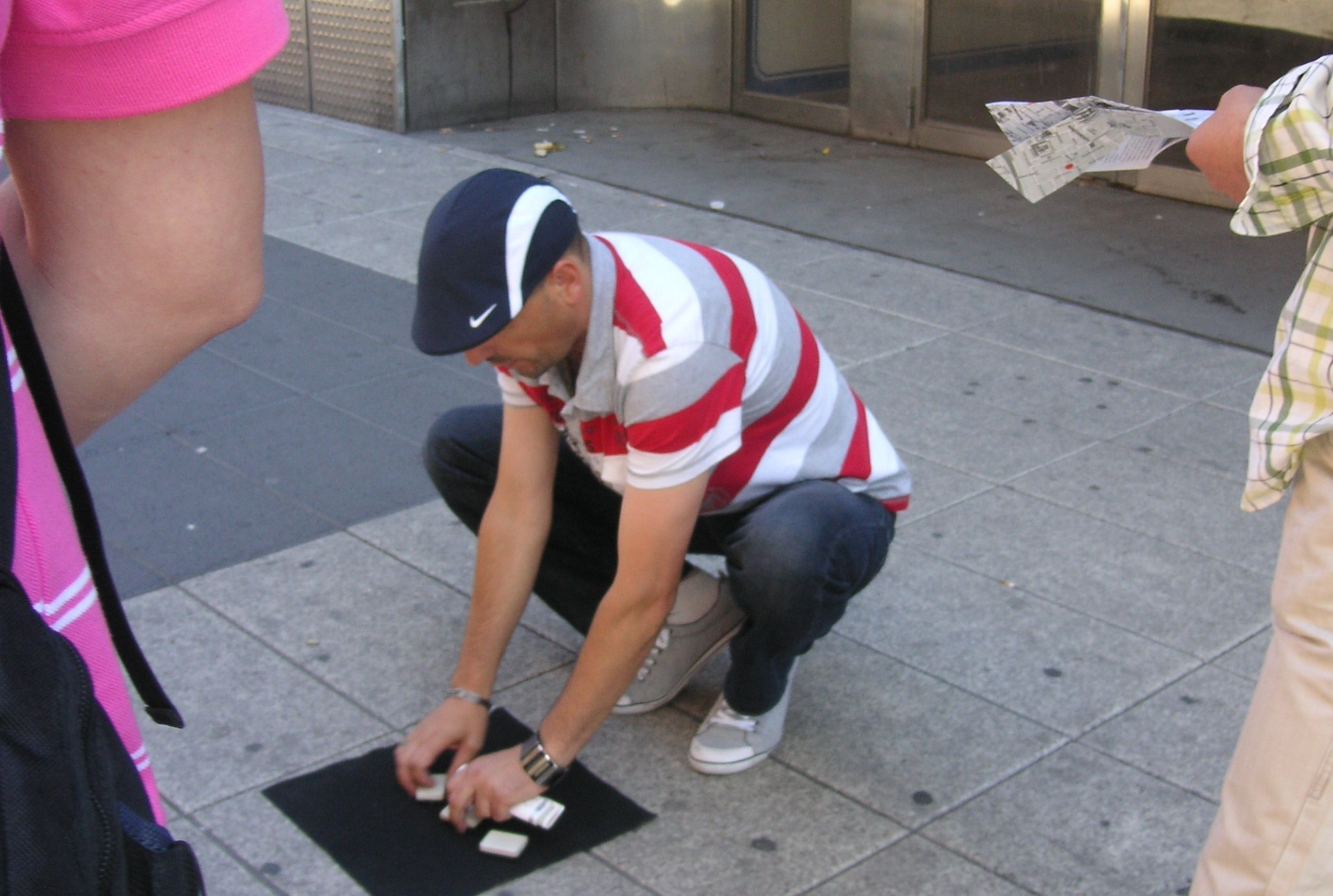
Balletje-balletje op straat in Stockholm.

Balletje-balletje is een goocheltruc waarmee voorbijgangers worden opgelicht. Vroeger was het in Nederland bekend als dopjesspel.
Voor het spel gebruikt men drie bekers (of doppen), enkele balletjes en een tafel of vergelijkbaar speeloppervlak. De oplichter beweegt snel met de omgekeerde bekers over de tafel, laat een balletje tussen de bekers rollen en zet vervolgens de bekers stil. Aan de toeschouwers wordt dan gevraagd onder welke beker het balletje zich bevindt, waarbij een bedrag wordt ingezet. Als de speler zijn vaardigheid overschat om te volgen waar de bal is, dan pleegt de ander nog geen fraude, maar wel als de speler de goede beker aanwijst, maar de ander de speler door vingervlugheid vervolgens de indruk geeft dat het de verkeerde was.
De oplichter heeft soms handlangers die zich als voorbijgangers voordoen. Deze handlangers "winnen" geregeld; soms "verliezen" ze door de verkeerde beker te kiezen terwijl voorbijgangers wel duidelijk konden zien welke beker de juiste was. Zo krijgen sommige voorbijgangers het idee dat wat ze zien echt is, dat ze de truc door hebben en dat zij het spel ook kunnen winnen. Dan gebruikt de oplichter echter een goocheltruc waardoor het balletje steeds onder een andere beker ligt dan de speler denkt. Hierbij helpen de handlangers de oplichter op verschillende manieren. Zo omcirkelen ze tijdens het spel het slachtoffer om deze onder druk te zetten door te blijven spelen en om te voorkomen dat omstanders kunnen ingrijpen. Daarnaast letten ze op signalen van andere handlangers die op de uitkijk staan voor de politie en keren zich fysiek tegen het slachtoffer als deze door heeft te zijn opgelicht en zijn of haar geld terugeist. Dit geldt eveneens wanneer het slachtoffer onverhoopt mocht winnen en zijn winst opeist.

## Geschiedenis
Het spel met bekers of dopjes en balletjes moet in de Middeleeuwen al zijn gespeeld. Het is afgebeeld op verschillende schilderijen, zoals De goochelaar, dat toegeschreven wordt aan Jeroen Bosch. In de Engelse literatuur wordt het spel in 1670 al gemeld. Nederlandse boeken waarin het dopjesspel voorkomt zijn Den Ontleeder der Gebreeken (1724) van Jacob Campo Weyerman, Julia (1794) van Rhijnvis Feith en de Studentenschetsen (1839-1844) van Klikspaan (Johannes Kneppelhout).
In het midden van de jaren tachtig van de twintigste eeuw beleefde het spel een opleving in Amsterdam. Spelers uit Joegoslavië verrijkten zich ten koste van argeloze voorbijgangers en toeristen. Uit deze periode dateert de nieuwe aanduiding balletje-balletje. Aanvankelijk had de politie grote moeite tegen het spel op te treden; het bedrog moest kunnen worden aangetoond. In januari 1987 liet men een geluidswagen door het centrum rijden om toeristen tegen het spel te waarschuwen. Een vergelijkbare maatregel werd genomen op de Zwarte Markt in Beverwijk. In 1991 bepaalde de Hoge Raad dat het spel door middel van een Algemene Plaatselijke Verordening kon worden verboden.

## Kaartje-kaartje
Een variant op balletje-balletje wordt wel aangeduid als kaartje-kaartje. In plaats van met bekers schuift de speler met drie speelkaarten, vaak twee klaverkoningen en een hartenaas, waarvan de deelnemers er een moeten raden. In Griekenland wordt dit op straat gespeeld onder de naam papas (de heer). In Engeland wordt deze versie vaak aangeduid met 3-card monte.